# Шумский, Юрий Васильевич

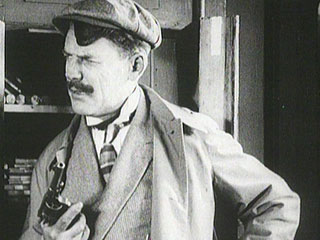
Юрий Шумский в роли Бени Крика (1927)

Юрий Васильевич Шу́мский (укр. Юрій Васильович Шумський; настоящая фамилия — Шо́мин; 1887 — 1954) — украинский советский актёр, театральный режиссёр, педагог, мастер художественного слова (чтец). Народный артист СССР (1944). Лауреат двух Сталинских премий (1950, 1951).

## Биография
Юрий Шомин родился 5 (17) ноября 1887 года (по другим источникам — 24 апреля (6 мая) 1887 года) в Тирасполе (ныне в Молдавии, фактически на территории ныне непризнанной Приднестровской Молдавской Республики) в семье чернорабочего.
После переезда семьи в Херсон учился в классическом городском училище, из которого был отчислен в 1906 году за революционную деятельность.
В 1906—1917 годах работал конторщиком—бухгалтером управления работами Херсонского порта.
После 1907 года играл в созданном в городе любительском театральном кружке. В 1917—1919 годах — актёр и режиссёр в организованном им любительском украинском драматическом театре, в 1919—1920 году — руководитель драматической студии.
С 1919 по 1925 год работал также заведующим, затем комиссаром Херсонского губернского отдела соцобеспечения, театральным инструктором губнаробраза, заведующим волостным отделом народного образования ревкома в селе Станислав Херсонской губернии, матросом агентства Станиславского порта, счетоводом управления Херсонского порта, бухгалтером Херсонского украинского банка.
В 1925—1934 годах — актёр и режиссёр украинской Госдрамы в Одессе (с 1930 — Одесский Театр Революции, ныне — Одесский академический украинский музыкально-драматический театр им. В. Василько). В 1931—1932 годах — актёр Харьковского театра революции (ныне — Черновицкий областной украинский музыкально-драматический театр имени О. Ю. Кобылянской).
С 1934 года — актёр Киевского драматического театра им. И. Франко. Сыграл около 160 ролей.
В 1940—1941 годах — режиссёр студенческого театра при КГУ имени Т. Г. Шевченко.
Принимал участие в радиопостановках.
В годы войны был художественным руководителем Украинского радиокомитета, радиостанция которого транслировала передачи на оккупированные земли. Во время войны погибли оба его сына.
В 1930-х годах преподавал в студии при Киевском драматическом театре им. И. Франко.
Член ВКП(б) с 1942 года.
Умер 7 июня 1954 года в Киеве. Похоронен на Байковом кладбище.

## Звания и награды
- Заслуженный артист Украинской ССР (1930)[6]
- Заслуженный деятель искусств Украинской ССР (1936)
- Народный артист Украинской ССР (1940)[7]
- Народный артист СССР (1944)
- Сталинская премия первой степени (1950) — за исполнение роли маршала А. М. Василевского в фильме «Сталинградская битва» (1948)
- Сталинская премия второй степени (1951) — за исполнение роли Ивана Петровича Романюка в спектакле «Калиновая роща» А. Е. Корнейчука.
- Орден Ленина (1951)
- Два ордена Трудового Красного Знамени (1940, 1948)
- Медаль «За доблестный труд в Великой Отечественной войне 1941—1945 гг.» (1946)

## Творчество

### Роли в театре
- «За двумя зайцами» М. П. Старицкого — Свирид Петрович Голохвастый
- «Маруся Богуславка» М. П. Старицкого — атаман Малеванный
- «Слуга двух господ» К. Гольдони — Труффальдино
- «Женитьба Фигаро» П. О. Бомарше — Фигаро
- «Собор Парижской богоматери» по В. Гюго — Клод Фролло
- «Трус» А. А. Крона — ефрейтор Дорофей Семеняк (1935)
- «Любовь Яровая» К. А. Тренёва — матрос Швандя
- «Гибель эскадры» А. Е. Корнейчука — Гайдай
- «В степях Украины» А. Е. Корнейчука — Кондрат Галушка
- «Партизаны в степях Украины» А. Е. Корнейчука — Кондрат Галушка
- «Платон Кречет» А. Е. Корнейчука — Платон Иванович Кречет
- «Богдан Хмельницкий» А. Е. Корнейчука — Богдан Хмельницкий
- «Приезжайте в Звонковое» А. Е. Корнейчука — Прокоп Колючка
- «Правда» А. Е. Корнейчука — Тарас Голота
- «Калиновая роща» А. Е. Корнейчуrа — Иван Петрович Романюк
- «Дон Карлос» Ф. Шиллера — Филипп II
- «Укрощение строптивой» У. Шекспира — Петруччио
- «Много шума из ничего» У. Шекспира — Бенедикт
- «Борис Годунов» А. С. Пушкина — Борис Годунов
- «Заговор обречённых» Н. Е. Вирты — Коста Варра
- «Ревизор» Н. В. Гоголя — Иван Александрович Хлестаков
- «Егор Булычов и другие» М. Горького — Егор Васильевич Булычов
- «Поджигатели» А. В. Луначарского — матрос Власик
- «Мятеж» по Д. А. Фурманову — комиссар Фурманов
- «Дело чести» И. К. Микитенко — Игнат Орда
- «Выстрел» А. И. Безыменского — Владимир Аверьянович Пришлецов
- «Седи» У. С. Моэма и Д. Колтона — О’Гара
- «Хрещатый Яр» Л. Д. Дмитерко — генерал Ватутин
- «Победители» Б. Ф. Чирскова — Муравьев
- «Профессор Буйко» Я. В. Баша — профессор Буйко
- «Днепровские зори» Я. В. Баша — Светловидов
- «За вторым фронтом» В. Н. Собко — Гибсон
- «Композитор Нейль» Г. Кауфмана — Нейль
- «97» Н. Г. Кулиша — Гнат Гиря
- «Республика на колёсах» Я. А. Мамонтова — Дудка
- «Яблоневый плен» И. Днепровского — Зиновий
- «Назар Стодоля» Т. Г. Шевченко — Назар
- «Тарас Бульба» по Н. В. Гоголю — Тарас Бульба
- «Безталанна» И. К. Карпенко-Карого — Гнат
- «Цыганка Аза» М. П. Старицкого — Василий и Панасик
- «Ой, не ходи, Грицю, тай на вечерницы» М. П. Старицкого — Грыць
- «Богдан Хмельницкий» М. П. Старицкого — Богдан и Богун
- «Суета» И. К. Карпенко-Карого — Иван Барильченко

### Фильмография
- 1926 — Тарас Шевченко
- 1926 — Вася-реформатор — Васин дядя
- 1926 — Беня Крик — Беня Крик
- 1927 — Борислав смеётся — Бенедио
- 1928 — Арсенал — улыбающийся солдат
- 1928 — Ночной извозчик — офицер контрразведки
- 1928 — Накануне — Малина, черносотенец
- 1928 — Буря — Силин
- 1939 — Эскадрилья № 5 — комбриг, командующий фронтом
- 1948 — Третий удар — маршал А. М. Василевский
- 1949 — Сталинградская битва — А. М. Василевский
- 1952 — В степях Украины (фильм-спектакль) — Кондрат Галушка
- 1953 — Калиновая роща (фильм-спектакль) — Иван Петрович Романюк

## Память
- В 1955 году, в Киеве, на жилом массиве Березняки именем актёра названа улица.
- В 1965 году, в Киеве, на доме № 14 по улице Владимирской, где с 1944 по 1954 год жил Ю. Шумский, установлена мемориальная доска (скульптор И. Кавалеридзе).
- В 1965 году об актёре снят научно-популярный фильм «Юрий Шумский» (режиссёр С. Шульман).